# Fischerglanzstar
Der Fischerglanzstar (Lamprotornis fischeri) aus der Gattung der Eigentlichen Glanzstare (Lamprotornis) ist eine Vogelart aus der Familie der Stare (Sturnidae) und gehört zu der Ordnung der Sperlingsvögel (Passeriformes). In der Vergangenheit wurde er in die Gattung Spreo eingeordnet, jedoch auf Grund gentechnischer Analysen gilt die Einordnung in Lamprotornis als gesichert. Er ist eine in Ostafrika endemisch vorkommende Art, die in ihrem Verbreitungsgebiet als nicht gefährdet eingestuft wird. Er ernährt sich vorwiegend von Insekten am Boden und besiedelt trockenes Dornenbuschland und buschiges Grasland.

## Merkmale

### Körperbau und Gefieder
Er gilt mit seinen ca. 18 cm Länge als der kleinste unter den Eigentlichen Glanzstaren und hat ein Gewicht von etwa 46 Gramm. Er besitzt sogenannte Strukturfedern, die ihre Farben ohne Pigmente durch Lichtbrechung hervorrufen. Der besondere Glanz wird durch die in der Struktur der Federn eingebundenen Melanosome in den Melanozyten, die unter einem Keratinfilm liegen, hervorgerufen. Das Besondere dieser Melanosome sind ihre stäbchenförmige und innen hohle Form.
Der obere Kopfbereich, manchmal bis hinunter zum Hals, hat ein glänzendes helles Grau mit einer bräunlichen Note und dunklen schwarz-braunen Zügeln zwischen Augen und Schnabel. Der hintere Kopf, Nacken, obere Brustbereich und Schultern sind in einem dunkleren Graubraun, das sich auf der Oberseite bis zum Schwanz hin in unterschiedlichen Nuancen fortsetzt. Die äußeren Schwingen haben eine bronze-grüne Färbung und die Flügel sind bräunlich. Untere Brust, Gürtel, Steiß und die unteren Schwanzfedern sind weiß. Die Farben erscheinen durch die Strukturfedern mal mehr grau und mal mehr braun je nach Lichteinfall. Die Beine und der Schnabel sind schwarz.
Die Juvenilen haben ein ähnliches Federkleid wie die adulten Fischerglanzstare. Jedoch sind ihre Farben mehr braun und die Weißtöne an Bauch, Unterleib und den unteren Schwanzfedern gelblich weiß. Die Augen sind braun.

### Auge
Die Iris der Augen ist cremeweiß. Wie die meisten Vogelarten, außer den nachtaktiven Vögeln, sehen die Fischerglanzstare ihre Umwelt anders als wir Menschen. Im Gegensatz zum Menschen hat der Star für das Farbsehen vier und nicht nur drei Fotorezeptortypen (auch Sehzellen genannt) auf der Retina (Netzhaut). Neben den für das Schwarz-Weiß-Sehen zuständigen dünneren stäbchenförmigen Rezeptoren sind vier zapfenförmige Rezeptortypen für die Wahrnehmung bei den Staren zuständig (tetrachromatisches Sehen). Drei der vier zapfenförmigen Rezeptortypen sind für den in vom Menschen sichtbaren Bereich des Lichtes (trichromatisches Sehen) zuständig, welche die drei Grundfarben rot, grün und blau sichtbar machen. Der vierte Rezeptor ist für die Wahrnehmungen im Bereich des ultravioletten Lichts verantwortlich, welches für den Menschen nicht sichtbar ist. Der Lichteinfall regt die verschiedenen Rezeptortypen innerhalb der stark gefalteten und mit unterschiedlich farbigen Öltröpfchen versehenen Membranen verschieden intensiv an. Auf die unterschiedlichen Wellenlängen des Lichtes reagieren die jeweils zuständigen Rezeptoren mehr oder weniger stark, so dass die unterschiedlichen Farben und Farbtöne wahrgenommen werden. Der gegenüber dem Menschen zusätzliche UV-Rezeptor lässt die Stare unsere Umwelt erheblich differenzierter bzw. anders wahrnehmen. So ist der Star in der Lage, mit Hilfe der UV-Rezeptoren Unterschiede bei den Artgenossen, den Reifegrad der Früchte oder Spuren, die wir nicht sehen, besser und einfacher zu erkennen.

### Lautäußerungen
Er besitzt ein breitgefächertes Repertoire an Rufen, die rollend oder krächzend ausfallen und auch in Kombination vorgetragen werden. Manchmal werden diese recht undeutlich in flüsternden Tönen hervorgebracht.

## Lebensraum und Verbreitung
Der Lebensraum des Fischerglanzstars ist die trockene Dornbusch-Savanne und buschiges Grasland, gerne mit Baumbestand, der vom Tiefland und bis regelmäßig hinauf auf 1400 m reicht. Gelegentlich wurde er auch in Höhen von bis zu 1900 m beobachtet.

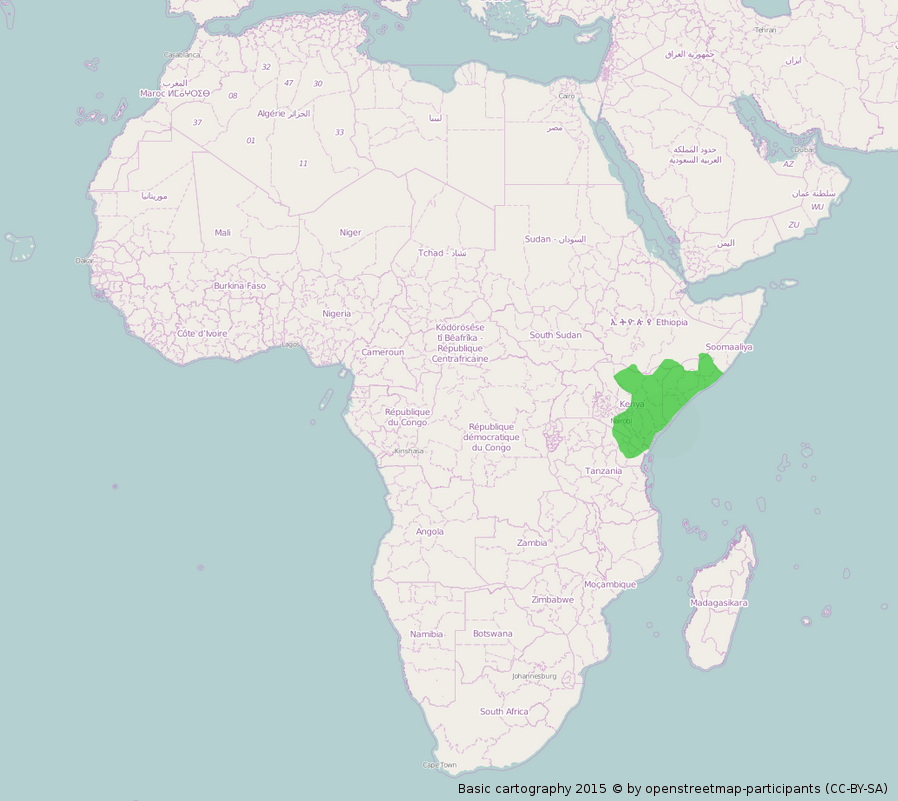
Verbreitungsgebiet des Fischerglanzstars (Lamprotornis fisheri)

Sein Verbreitungsgebiet liegt in Ostafrika und wird mit etwa 643.000 km² angegeben. Der nördliche Bereich liegt in Südostäthiopien mit einem selteneren Vorkommen sowie im südlicheren Somalia, wo er südlich des 5. Breitengrades als weitverbreitet gilt. In Kenia ist er eine gewöhnlich vorkommende Art und sein südliches Verbreitungsgebiet reicht bis in die Tiefebene des Massai-Landes in Tansania südlich des Kilimandscharo, den Tarangire-Nationalpark und das Gebiet des Mkomazi Wildreservats.

## Lebensweise und Verhalten
Der Fischerglanzstar lebt überwiegend resident, aber in Kenia sind regionale und lokale Bewegungsmuster beobachtet worden. Meist treten sie in Paaren oder kleinen Gruppen auf und gelegentlich auch in kleinen Schwärmen mit bis zu 40 Vögeln. Die Nahrungssuche findet nicht nur mit Artgenossen statt, sondern oft auch regional unterschiedlich, mit anderen Arten, wie dem Königsglanzstar (Lamprotornis regius) aus der Gattung der Eigentlichen Glanzstare oder dem Büffelweber (Bubalornis niger) aus der Gattung der Webervögel (Ploceidae). Seine Nahrung sind weitestgehend Insekten wie Termiten und Käfer sowie Würmer, die alle am Boden aufgenommen werden. Es wurde vereinzelt auch die Aufnahme von Früchten beobachtet.

## Fortpflanzung
Der Fischerglanzstar ist ein kooperativer Brüter, der gemeinsam mit Helfern die Juvenilen groß zieht. Diese können auch andere Brutpaare sein. Er baut ein grobes geschlossenes Nest in einer Höhe von etwa 2,0 bis 2,5 m mit einem seitlichen Eingang, das er mit Gräsern ausbettet. Er legt 3-6 bläuliche mit violetten und dunklen Punkten versehene Eier. Die Haupt-Brutzeiten liegen regional unterschiedlich in den Monaten März bis Juni. Eine Besonderheit ist, dass in Kenia 2 Brutzeiten beobachtet worden sind. Neben dem April ist die zweite Brutzeit der September.

## Gefährdungssituation
Der Fischerglanzstar gilt in seinem Verbreitungsgebiet als häufig auftretende Art und wird von der IUCN als nicht gefährdet betrachtet (least concern).

## Systematik
Der Fischerglanzstar steht in einem direkten Verwandtschaftsverhältnis mit sieben weiteren Eigentlichen Glanzstaren (Lamprotornis). Seine Schwesterart ist der Weißscheitel-Glanzstar (Lamprotornis albicapillus). Der Zweifarben-Glanzstar (Lamprotornis bicolor) bildete in der Vergangenheit, zusammen mit den beiden zuvor genannten Arten, die eigene Gattung Spreo. Auf Grund groß angelegter Studien mit gentechnischen Analysen wurden alle drei Arten der Gattung Lamprotornis zugeordnet.
|  | Prinzenglanzstar (Lamprotornis ornatus)   |
|  |                                           |
|  | Prachtglanzstar (Lamprotornis splendidus) |
|  |                                           |

|  | Zweifarben-Glanzstar (Lamprotornis bicolor)                                                                                     |
|  | |
|  | \| \| Weißscheitel-Glanzstar (Lamprotornis albicapillus) \| \| \| \| \| \| Fischerglanzstar (Lamprotornis fisherii) \| \| \| \| |
|  | |
|  | Weißscheitel-Glanzstar (Lamprotornis albicapillus)                                                                              |
|  | |
|  | Fischerglanzstar (Lamprotornis fisherii)                                                                                        |
|  | |

|  | Weißscheitel-Glanzstar (Lamprotornis albicapillus) |
|  |                                                    |
|  | Fischerglanzstar (Lamprotornis fisherii)           |
|  |                                                    |

|  | Zweifarben-Glanzstar (Lamprotornis bicolor)                                                                                     |
|  | |
|  | \| \| Weißscheitel-Glanzstar (Lamprotornis albicapillus) \| \| \| \| \| \| Fischerglanzstar (Lamprotornis fisherii) \| \| \| \| |
|  | |
|  | Weißscheitel-Glanzstar (Lamprotornis albicapillus)                                                                              |
|  | |
|  | Fischerglanzstar (Lamprotornis fisherii)                                                                                        |
|  | |

|  | Weißscheitel-Glanzstar (Lamprotornis albicapillus) |
|  |                                                    |
|  | Fischerglanzstar (Lamprotornis fisherii)           |
|  |                                                    |

|  | Zweifarben-Glanzstar (Lamprotornis bicolor)                                                                                     |
|  | |
|  | \| \| Weißscheitel-Glanzstar (Lamprotornis albicapillus) \| \| \| \| \| \| Fischerglanzstar (Lamprotornis fisherii) \| \| \| \| |
|  | |
|  | Weißscheitel-Glanzstar (Lamprotornis albicapillus)                                                                              |
|  | |
|  | Fischerglanzstar (Lamprotornis fisherii)                                                                                        |
|  | |

|  | Weißscheitel-Glanzstar (Lamprotornis albicapillus) |
|  |                                                    |
|  | Fischerglanzstar (Lamprotornis fisherii)           |
|  |                                                    |

|  | Zweifarben-Glanzstar (Lamprotornis bicolor)                                                                                     |
|  | |
|  | \| \| Weißscheitel-Glanzstar (Lamprotornis albicapillus) \| \| \| \| \| \| Fischerglanzstar (Lamprotornis fisherii) \| \| \| \| |
|  | |
|  | Weißscheitel-Glanzstar (Lamprotornis albicapillus)                                                                              |
|  | |
|  | Fischerglanzstar (Lamprotornis fisherii)                                                                                        |
|  | |

|  | Weißscheitel-Glanzstar (Lamprotornis albicapillus) |
|  |                                                    |
|  | Fischerglanzstar (Lamprotornis fisherii)           |
|  |                                                    |

|  | Zweifarben-Glanzstar (Lamprotornis bicolor)                                                                                     |
|  | |
|  | \| \| Weißscheitel-Glanzstar (Lamprotornis albicapillus) \| \| \| \| \| \| Fischerglanzstar (Lamprotornis fisherii) \| \| \| \| |
|  | |
|  | Weißscheitel-Glanzstar (Lamprotornis albicapillus)                                                                              |
|  | |
|  | Fischerglanzstar (Lamprotornis fisherii)                                                                                        |
|  | |

|  | Weißscheitel-Glanzstar (Lamprotornis albicapillus) |
|  |                                                    |
|  | Fischerglanzstar (Lamprotornis fisherii)           |
|  |                                                    |

|  | Zweifarben-Glanzstar (Lamprotornis bicolor)                                                                                     |
|  | |
|  | \| \| Weißscheitel-Glanzstar (Lamprotornis albicapillus) \| \| \| \| \| \| Fischerglanzstar (Lamprotornis fisherii) \| \| \| \| |
|  | |
|  | Weißscheitel-Glanzstar (Lamprotornis albicapillus)                                                                              |
|  | |
|  | Fischerglanzstar (Lamprotornis fisherii)                                                                                        |
|  | |

|  | Weißscheitel-Glanzstar (Lamprotornis albicapillus) |
|  |                                                    |
|  | Fischerglanzstar (Lamprotornis fisherii)           |
|  |                                                    |

|  | Zweifarben-Glanzstar (Lamprotornis bicolor)                                                                                     |
|  | |
|  | \| \| Weißscheitel-Glanzstar (Lamprotornis albicapillus) \| \| \| \| \| \| Fischerglanzstar (Lamprotornis fisherii) \| \| \| \| |
|  | |
|  | Weißscheitel-Glanzstar (Lamprotornis albicapillus)                                                                              |
|  | |
|  | Fischerglanzstar (Lamprotornis fisherii)                                                                                        |
|  | |

|  | Weißscheitel-Glanzstar (Lamprotornis albicapillus) |
|  |                                                    |
|  | Fischerglanzstar (Lamprotornis fisherii)           |
|  |                                                    |

|  | Zweifarben-Glanzstar (Lamprotornis bicolor)                                                                                     |
|  | |
|  | \| \| Weißscheitel-Glanzstar (Lamprotornis albicapillus) \| \| \| \| \| \| Fischerglanzstar (Lamprotornis fisherii) \| \| \| \| |
|  | |
|  | Weißscheitel-Glanzstar (Lamprotornis albicapillus)                                                                              |
|  | |
|  | Fischerglanzstar (Lamprotornis fisherii)                                                                                        |
|  | |

|  | Weißscheitel-Glanzstar (Lamprotornis albicapillus) |
|  |                                                    |
|  | Fischerglanzstar (Lamprotornis fisherii)           |
|  |                                                    |

|  | Prinzenglanzstar (Lamprotornis ornatus)   |
|  |                                           |
|  | Prachtglanzstar (Lamprotornis splendidus) |
|  |                                           |

|  | Zweifarben-Glanzstar (Lamprotornis bicolor)                                                                                     |
|  | |
|  | \| \| Weißscheitel-Glanzstar (Lamprotornis albicapillus) \| \| \| \| \| \| Fischerglanzstar (Lamprotornis fisherii) \| \| \| \| |
|  | |
|  | Weißscheitel-Glanzstar (Lamprotornis albicapillus)                                                                              |
|  | |
|  | Fischerglanzstar (Lamprotornis fisherii)                                                                                        |
|  | |

|  | Weißscheitel-Glanzstar (Lamprotornis albicapillus) |
|  |                                                    |
|  | Fischerglanzstar (Lamprotornis fisherii)           |
|  |                                                    |

|  | Zweifarben-Glanzstar (Lamprotornis bicolor)                                                                                     |
|  | |
|  | \| \| Weißscheitel-Glanzstar (Lamprotornis albicapillus) \| \| \| \| \| \| Fischerglanzstar (Lamprotornis fisherii) \| \| \| \| |
|  | |
|  | Weißscheitel-Glanzstar (Lamprotornis albicapillus)                                                                              |
|  | |
|  | Fischerglanzstar (Lamprotornis fisherii)                                                                                        |
|  | |

|  | Weißscheitel-Glanzstar (Lamprotornis albicapillus) |
|  |                                                    |
|  | Fischerglanzstar (Lamprotornis fisherii)           |
|  |                                                    |

|  | Zweifarben-Glanzstar (Lamprotornis bicolor)                                                                                     |
|  | |
|  | \| \| Weißscheitel-Glanzstar (Lamprotornis albicapillus) \| \| \| \| \| \| Fischerglanzstar (Lamprotornis fisherii) \| \| \| \| |
|  | |
|  | Weißscheitel-Glanzstar (Lamprotornis albicapillus)                                                                              |
|  | |
|  | Fischerglanzstar (Lamprotornis fisherii)                                                                                        |
|  | |

|  | Weißscheitel-Glanzstar (Lamprotornis albicapillus) |
|  |                                                    |
|  | Fischerglanzstar (Lamprotornis fisherii)           |
|  |                                                    |

|  | Zweifarben-Glanzstar (Lamprotornis bicolor)                                                                                     |
|  | |
|  | \| \| Weißscheitel-Glanzstar (Lamprotornis albicapillus) \| \| \| \| \| \| Fischerglanzstar (Lamprotornis fisherii) \| \| \| \| |
|  | |
|  | Weißscheitel-Glanzstar (Lamprotornis albicapillus)                                                                              |
|  | |
|  | Fischerglanzstar (Lamprotornis fisherii)                                                                                        |
|  | |

|  | Weißscheitel-Glanzstar (Lamprotornis albicapillus) |
|  |                                                    |
|  | Fischerglanzstar (Lamprotornis fisherii)           |
|  |                                                    |

|  | Zweifarben-Glanzstar (Lamprotornis bicolor)                                                                                     |
|  | |
|  | \| \| Weißscheitel-Glanzstar (Lamprotornis albicapillus) \| \| \| \| \| \| Fischerglanzstar (Lamprotornis fisherii) \| \| \| \| |
|  | |
|  | Weißscheitel-Glanzstar (Lamprotornis albicapillus)                                                                              |
|  | |
|  | Fischerglanzstar (Lamprotornis fisherii)                                                                                        |
|  | |

|  | Weißscheitel-Glanzstar (Lamprotornis albicapillus) |
|  |                                                    |
|  | Fischerglanzstar (Lamprotornis fisherii)           |
|  |                                                    |

|  | Zweifarben-Glanzstar (Lamprotornis bicolor)                                                                                     |
|  | |
|  | \| \| Weißscheitel-Glanzstar (Lamprotornis albicapillus) \| \| \| \| \| \| Fischerglanzstar (Lamprotornis fisherii) \| \| \| \| |
|  | |
|  | Weißscheitel-Glanzstar (Lamprotornis albicapillus)                                                                              |
|  | |
|  | Fischerglanzstar (Lamprotornis fisherii)                                                                                        |
|  | |

|  | Weißscheitel-Glanzstar (Lamprotornis albicapillus) |
|  |                                                    |
|  | Fischerglanzstar (Lamprotornis fisherii)           |
|  |                                                    |

|  | Zweifarben-Glanzstar (Lamprotornis bicolor)                                                                                     |
|  | |
|  | \| \| Weißscheitel-Glanzstar (Lamprotornis albicapillus) \| \| \| \| \| \| Fischerglanzstar (Lamprotornis fisherii) \| \| \| \| |
|  | |
|  | Weißscheitel-Glanzstar (Lamprotornis albicapillus)                                                                              |
|  | |
|  | Fischerglanzstar (Lamprotornis fisherii)                                                                                        |
|  | |

|  | Weißscheitel-Glanzstar (Lamprotornis albicapillus) |
|  |                                                    |
|  | Fischerglanzstar (Lamprotornis fisherii)           |
|  |                                                    |

|  | Zweifarben-Glanzstar (Lamprotornis bicolor)                                                                                     |
|  | |
|  | \| \| Weißscheitel-Glanzstar (Lamprotornis albicapillus) \| \| \| \| \| \| Fischerglanzstar (Lamprotornis fisherii) \| \| \| \| |
|  | |
|  | Weißscheitel-Glanzstar (Lamprotornis albicapillus)                                                                              |
|  | |
|  | Fischerglanzstar (Lamprotornis fisherii)                                                                                        |
|  | |

|  | Weißscheitel-Glanzstar (Lamprotornis albicapillus) |
|  |                                                    |
|  | Fischerglanzstar (Lamprotornis fisherii)           |
|  |                                                    |